# Gino Fano

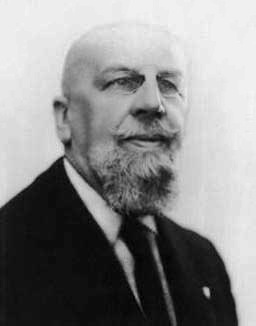
Gino Fano

Gino Fano (ur. 5 stycznia 1871 w Mantui we Włoszech, zm. 8 listopada 1952 w Weronie) – włoski matematyk pochodzenia żydowskiego. Miał dwóch synów: Uga Fana (fizyka) i Roberta Fana (informatyka).
Zajmował się głównie geometrią rzutową i algebraiczą; sformułował aksjomat Fana płaskiej geometrii rzutowej niezależny od pozostałych; jego nazwiskiem zostały nazwane obiekty matematyczne: płaszczyzna Fana i rozmaitości Fana. Na jego dorobek naukowy składa się 138 publikacji.